# Proposta de Emenda Constitucional Dante de Oliveira
A Proposta de Emenda Constitucional (PEC) nº 05/1983, mais conhecida como Emenda Dante de Oliveira, apresentada pelo então deputado federal Dante de Oliveira (PMDB-MT), tinha por objetivo reinstaurar as eleições diretas para presidente da República no Brasil, através da alteração dos artigos 74 e 148 da Constituição Federal de 1967 (Emenda Constitucional nº 1, de 1969), uma vez que a tradição democrática havia sido interrompida no país pela Ditadura militar (1964 - 1985).
A enorme pressão popular para que a emenda fosse aprovada transformou-se num dos maiores movimentos político-sociais da história do Brasil e logo recebeu o nome de Diretas Já. De acordo com uma pesquisa do IBOPE, 84% da população brasileira era favorável à aprovação da emenda.
Apesar do apoio popular, a Proposta de Emenda Constitucional foi rejeitada pela Câmara dos Deputados no dia 25 de abril de 1984. Por se tratar de uma emenda constitucional, era necessário votos favoráveis de dois terços da Casa (320 deputados) para que a Proposta seguisse ao Senado. O resultado da votação foi: 298 deputados a favor; 65 contra; 3 abstenções e 113 ausências ao plenário.
Com a rejeição da emenda, a eleição para presidente da República de 1985 foi novamente indireta. Entretanto, articulações da oposição ao regime militar, em especial do PMDB, endossadas pela mídia e com forte apoio popular, racharam a base governista que era maioria no Congresso Nacional, ocasionando a escolha do oposicionista Tancredo Neves - (PMDB) como presidente da república. Encerrou-se assim um ciclo de cinco presidentes militares iniciado em 1964. Tancredo porém, nunca viria a tomar posse, falecendo por sérios problemas de saúde no dia 21 de abril de 1985. Seu vice, José Sarney, tomou posse em 15 de março daquele mesmo ano, sendo também um dos responsáveis pelo processo de redemocratização do país, mesmo tendo apoiado os militares por vinte anos.

## Texto Integral
PROPOSTA DE EMENDA À CONSTITUIÇÃO Nº 5, DE 1983
Dispõe sobre a eleição direta para Presidente e Vice-Presidente da República.
As Mesas da Câmara dos Deputados e do Senado Federal, no uso das atribuições que lhes confere o art. 49 da Constituição, promulgam a seguinte Emenda ao Texto Constitucional:
Art. 1º - Os arts. 74 e 148 da Constituição Federal, revogados seus respectivos parágrafos, passarão a viger com a seguinte redação:
- "Art. 74 - O Presidente e Vice-Presidente da República serão eleitos, simultaneamente, entre os brasileiros maiores de trinta e cinco anos e no exercício dos direitos políticos, por sufrágio universal e voto direto e secreto, por um período de cinco anos.
- Parágrafo Único - A eleição do Presidente e Vice-Presidente da República realizar-se-á no dia 15 de Novembro do ano que anteceder ao término do mandato presidencial."

- "Art. 148 - O sufrágio é universal e o voto é direto e secreto; os partidos políticos terão representação proporcional, total ou parcial, na forma que a lei estabelecer."

Art. 2º - Ficam revogados o art. 75 e respectivos parágrafos, bem como o § 1º do art. 77 da Constituição Federal, passando seu § 2º a constituir-se parágrafo único.
Justificação
Apresentamos esta Emenda com o intuito de restabelecer a eleição direta do Presidente e Vice-Presidente da República.
O que se colima é restaurar a tradição da eleição direta, através do voto popular, tradição esta fundamentalmente arraigada não só no Direito Constitucional brasileiro como também nas aspirações de nosso povo.
Desde a primeira Constituição republicana, a eleição direta do primeira mandatário da Nação foi um postulado que se integrou na vid apolítica do País. E os maiores Presidentes que o Brasil já teve vieram, todos eles, ungidos pelo consenso popular.
Não só a tradição constitucional, ou as aspirações populares militam  em favor do restabelecimento do direito do povo de escolher o primeiro magistrado.
A legitimidade do mandato surge límpida, incontestada, se sua autoridade for delegação expressa da maioria do eleitorado.
Assim, o Presidente passa a exercer um poder que o povo livre e expressamente lhe conferiu. Este passa a ser o mais alto representante desse mesmo povo, que não somente o escolheu, mas apoiou suas ideias, seu programa, suas metas.
Difere do que ocorre com outros candidatos, escolhidos em círculos fechados e inacessíveis à influência popular e às aspirações nacionais. Um presidente eleito pelo voto direto está vinculado ao povo e com ele compromissado. As eleições diretas para Presidente da República pressupõe um novo pacto social. Serão as forças vivas da Nação, do assalariado ao empresariado, que irão formar a nova base social do poder. Um presidente eleito por um colégio eleitoral, não tem compromisso com o povo. Mas está diretamente vinculado àquelas forças que o apoiaram, no círculo diminuto e fechado que o escolheu.
Para completar o disposto no art. 74 e a revogação do art. 75 e seus parágrafos, bem como a do § 1º do art. 77, a proposta exclui do caput do art. 148 da Constituição Federal a ressalva constante das palavras "salvo nos casos previstos nesta Constituição", bem como, seu parágrafo único, a fim de que fique expresso que o sufrágio é universal e o voto direto e secreto em todas as eleições.
Ao submetermos esta Proposta ao exame do Congresso Nacional, estamos certos de que seremos porta-vozes do anseio da Nação, da imensa maioria do nosso povo, que, há muito, acalenta esta aspiração, mais forte agora, após ter ressuscitado politicamente, com a última eleição direta para governador.
A presente Proposta de Emenda à Constituição deve ser vista, também, como a única solução à crise econômica, política e social porque passa o País.
A nós basta um mínimo de patriotismo, de honestidade e de sentimento humano, para entendermos que é hora de mudar.
DEPUTADOS: Dante de Oliveira (mais 177)
SENADORES: Humberto Lucena (mais 23)